# Sandspit Airport
Sandspit Airport är en flygplats i Kanada.   Den ligger i North Coast Regional District och provinsen British Columbia, i den sydvästra delen av landet, 4 000 km väster om huvudstaden Ottawa. Sandspit Airport ligger 6 meter över havet.
Terrängen runt Sandspit Airport är huvudsakligen kuperad, men den allra närmaste omgivningen är platt. Havet är nära Sandspit Airport åt nordost.Trakten är glest befolkad. Närmaste större samhälle är Queen Charlotte, 18,2 km väster om Sandspit Airport. 